# Phytocoris brevisetosus
Phytocoris brevisetosus är en insektsart som beskrevs av Stonedahl 1988. Phytocoris brevisetosus ingår i släktet Phytocoris och familjen ängsskinnbaggar. Inga underarter finns listade i Catalogue of Life.